# Мяло Інна Олегівна
Інна Олегівна Мя́ло (нар. 16 лютого 1960, Миколаїв) — українська живописиця, дизайнерка, модельєрка, майстриня декоративного мистецтва; членкиня Спілки дизайнерів України з 1998 року та Національної спілки художників України з 2005 року.

## Біографія
Народилася 16 лютого 1960 року в місті Миколаєві (нині Україна). 1987 року закінчила факультет ужиткового мистецтва Московського текстильного інституту імені Олексія Косигіна за спеціальністю «художнє оформлення і моделювання текстильних виробів». Навчалася у Віктора Диминського, Тетяни Козлової. Дипломна робота — «Стилізація рослинних і тваринних мотивів японського і китайського фарфору в оформленні тканин» того ж року була удостоєна срібної медалі ВДНГ СРСР.
Працювала художницею-модельєркою на трикотажному об'єднанні «Аура»; з 1992 року — художницею в Миколаївському українському театрі драми і музичної комедії; у 1994—1999 роках — викладачкою Миколаївської філії Київського національного університету культури та мистецтв. З 1994 року співпрацює з асоціацією «Альянс Франсез».

## Творчість
Працює у галузях станкового живопису, графіки, декоративно-ужиткового мистецтва, дизайну. Оформляла вистави, розробляла костюми та плакати, програми до вистав, зокрема: «Як намалювати птаха» (1995), «Планета людей» (1995), «Червона Шапочка» (2002) театру «Le Graal». Її авторська колекція у техніці гарячого батика на презентації «Мода — моя професія» у 1999 році в Москві відзначена спеціальним дипломом «За ексклюзив». Розписує великодні яйця, на яких зображує ікони (на них образи Олександра Невського, Георгія  Змієборця, Миколая Чудотворця, Архангела Гавриїла; по периметру — фрагменти житія святих, багате оформлення стразами). Оформила книги «Думки з ребра» Євгенії Мішанкіної (Миколаїв, 2006) а «Стан душі» Н. Нагорняк. Серед інших робіт:
- серії матрьошок (по 15–20 штук): «Лукомор'я» (1993), «Казка про царя Салтана» (1994), «Мереживо душі» (2001), «Малахітова скринька», «Весільна колекція» (обидві — 2003);
- панно: «Лілії» (1993, папір, гуаш), «Дух вічності» (1994, Французький культурний центр у Києві), «Врожай» (актовий зал Миколаївського портового елеватора), «Різниця часу» (фірма «Нібулон»; обидва — Миколаїв, 1996);
- колекції одягу (1996, 1999);

живопис
- «Смак Перемоги» (2005);
- «Оксана» (2005);
- триптих «Віра, Надія, Любов» (2007);
- «Кафе у Балаклаві» (2008);
- «Як ніхто інший» (2010);

серії
- «Директори Миколаївської астрономічної обсерваторії» (2006);
- «Право на життя» (2008):
  - «Присвячую матері. Діти війни»;
- «Кінбурн» (2008—2010);
- «Розмова з Янголом-охоронцем» (2009);
- «Сад каменів» (2011);
- «Миколаївський морський порт» (з 2012).

Бере участь в обласних, всеукраїнських художніх виставках і пленерах з 1988 року. Персональні виставки відбулися у Миколаєві у 1989, 1993, 2003, 2005, 2010—2013, 2017 роках.
Роботи мисткині зберігаються у Миколаївських художньому і краєзнавчому музеях, Миколаївському музеї суднобудування та флоту, Очаківському музеї мариністичного живопису та Вознесенському художньому музеї, в Надзвичайного і Повноважного Посла Франції в Україні Домініка Шасара, у приватних колекціях в Москві, Санкт-Петербурзі, Нідерландах, Франції, Італії, Іспанії, Німеччині, США.